# Trégua de Natal

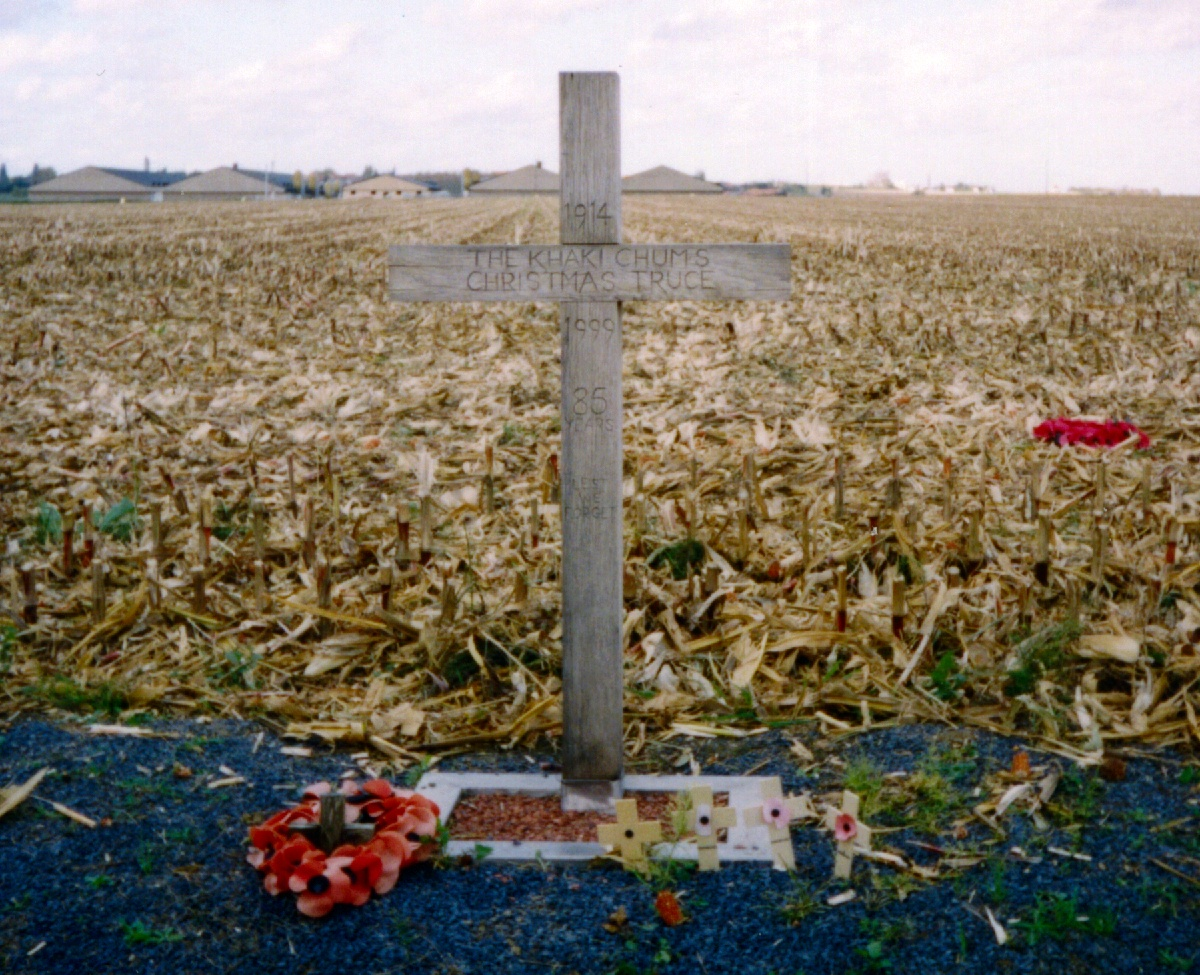
Cruz deixada próximo a Ypres, Bélgica (1999) em comemoração aos 85 anos da Trégua de Natal de 1914.

Trégua de Natal (em inglês, Christmas truce; em alemão, Weihnachtsfrieden) é o termo usado para descrever o armistício informal ocorrido ao longo da Frente Ocidental no Natal de 1914, durante a Primeira Guerra Mundial. Durante a semana que antecedeu o Natal, soldados alemães e britânicos trocaram saudações festivas e canções entre suas trincheiras; na ocasião, a tensão foi reduzida a ponto dos indivíduos entregarem presentes a seus inimigos. Na véspera de Natal e no Dia de Natal, muitos soldados de ambos os lados — bem como, unidades francesas ainda que em menor número — se aventuraram na "terra de ninguém", onde se encontraram, trocaram alimentos e presentes, e entoaram cantos natalinos ao longo de diversos encontros. As tropas de ambos os lados também foram amigáveis o suficiente para jogarem partidas de futebol.
A trégua é vista como um momento simbólico de paz e de humanidade meio a um dos eventos mais violentos da história moderna, mas não foi universal: em algumas frentes de combate a luta continuou durante todo o dia, enquanto em outras foi feito apenas o trabalho de recolher os corpos. No ano seguinte, algumas unidades estavam dispostas ao cessar-fogo durante o Natal, mas a trégua não foi tão divulgada como em 1914, devido em parte às ordens dos altos comandos de ambos os lados, que proibiram tal confraternização. Em 1916, após as sangrentas batalhas de Somme e Verdun e com o início do uso generalizado de gás venenoso, os soldados de ambos os lados cada vez menos enxergavam seus adversários como humanos, e a trégua de Natal não voltou a ser realizada.
Nos primeiros meses de guerra imóvel de trincheiras, as tréguas não eram restritas apenas ao período de Natal, e refletiam um clima crescente de "viva e deixe viver", onde unidades de infantaria em estreita proximidade de outras evitavam um comportamento abertamente agressivo, e muitas vezes se engajavam em pequenas confraternizações, promovendo conversas ou troca de cigarros. Em alguns setores havia cessar-fogos ocasionais, para que os soldados pudessem ir entre as linhas de combate para resgatar os companheiros feridos ou mortos, enquanto em outros vigorava um acordo tácito para não atirar enquanto os homens descansavam, se exercitavam, ou trabalhavam à vista do inimigo. As tréguas de Natal foram particularmente notáveis devido ao número de homens envolvidos e ao nível de participação — mesmo em setores muito pacíficos, haver dezenas de homens que se reuniam abertamente à luz do dia era notável.

## Contexto
Durante os primeiros meses da Primeira Guerra Mundial, as tropas alemãs atacaram a França através do território belga. As tropas foram repelidas de Paris pelos franceses e britânicos na Batalha do Marne, no início de setembro de 1914. Os alemães se refugiaram então no vale do Aisne, onde permaneceram em posição defensiva. Na batalha posterior — a batalha do Aisne —, as forças aliadas não foram capazes de avançar através da linha alemã, e a luta rapidamente chegou a um impasse: nenhum dos lados estava disposto a ceder terreno e ambos começaram a construir sistemas fortificados de trincheiras. Ao norte, à direita do exército alemão, não havia uma linha de frente definida, e ambos os lados tentaram rapidamente usar essa brecha para se flanquearem uma à outra. Durante a corrida para o mar que se seguiu, os dois lados se enfrentaram repetidamente, cada um tentando avançar à frente do outro. Depois de vários meses de luta, durante os quais as forças britânicas foram retiradas do Aisne e enviadas para o norte em Flandres, o flanco norte estava em um impasse semelhante. Em novembro, havia uma linha de frente contínua, desde o mar do norte até a fronteira suíça, a qual era ocupada em ambos os lados pelos exércitos preparados em posições defensivas.

## Aproximação ao Natal
Diversas iniciativas de paz foram incitadas dias antes do Natal de 1914. A Carta Aberta de Natal foi uma mensagem pública de paz dirigida "às Mulheres da Alemanha e da Áustria", assinada por um grupo de 101 mulheres sufragistas britânicas ao final de 1914, data em que se aproximava o primeiro Natal da Primeira Guerra Mundial. O Papa Bento XV, em 7 de dezembro de 1914, aludira a uma trégua oficial entre os governos em guerra, pedindo "que as armas possam cair em silêncio, ao menos na noite em que os anjos cantam". O apelo foi recusado pelas autoridades.

## Natal de 1914

Tropas britânicas e alemãs se encontrando em terra de ninguém durante a trégua não oficial (tropas britânicas dos Hussardos de Northumberland, 7ª Divisão, Setor Bridoux–Rouge Banc).

O historiador americano Stanley Weintraub calculou em, aproximadamente, cem mil soldados de ambos os lados, aderindo em algum momento às tréguas de natal de 1914. Embora não houvesse nenhuma trégua oficial, soldados britânicos e alemães estavam envolvidos em cessar-fogos da frente ocidental. A trégua começou na véspera de Natal, 24 de dezembro de 1914, quando as tropas alemãs decoraram o entorno de suas trincheiras na região de Ypres, Bélgica, havendo várias tréguas não oficiais esparsas que perduraram, por até seis dias. Mas esta trégua não oficial não atingiu a todos os soldados localizados no Front ocidental, sendo que houve vários locais em que a batalha sangrenta prosseguiu normalmente durante o dia de Natal.
Os alemães colocaram velas nas trincheiras e decoraram árvores de Natal, continuando em seguida a celebração ao cantar canções de Natal. Os britânicos responderam cantando as suas próprias canções. Houve casos em que alemães e ingleses começaram, de suas próprias trincheiras, a cantar unidos os mesmos cânticos natalinos, ainda que em suas próprias línguas e versões como escreveu o fuzileiro Graham Williams, da 1ª Brigada de Fuzileiros de Londres: “Começamos a cantar O Come, All Ye Faithful e imediatamente os alemães se uniram cantando o mesmo hino em suas palavras latinas, Adeste Fideles. Que coisa extraordinária — duas nações inimigas entoando o mesmo cântico no meio da guerra”.
Os dois lados continuaram gritando saudações de Natal um para o outro, até que começaram a surgir convites e iniciativas de ambos os lados para uma trégua e até um encontro pacífico, como, por exemplo, o descrito anos depois pelo capitão alemão Josef Sewald, do 17º Regimento Bávaro: “Gritei para os nossos inimigos que não queríamos atirar e que faríamos uma trégua de Natal. Disse que eu viria do meu lado e que poderíamos conversar entre nós. A princípio, houve silêncio, voltei a gritar e um inglês gritou, "Parem os tiros!” Aí um deles saiu das trincheiras e eu fiz o mesmo, e nos aproximamos e trocamos um aperto de mãos –— um tanto cautelosos!”. Pouco depois, começaram a se fazer travessias através da Terra de Ninguém, onde eram trocados alguns presentes, como tabaco, alimentos, álcool, ou recordações como botões e chapéus. A artilharia nesta região permaneceu em silêncio.[carece de fontes?]
Na manhã de Natal, uma Missa bilíngue foi rezada por um padre escocês e um seminarista alemão selou o momento de ecumênica harmonia, “um espetáculo extraordinário”, deslumbrou-se o tenente Arthur Pelham Burn, do 6º Regimento dos Highlanders. “Os alemães alinhados de um lado, os britânicos de outro, os oficiais à frente, todos de cabeça descoberta.” É sabido foi realizada, ao menos, uma partida de futebol amistosa envolvendo soldados franceses, alemães e ingleses, em Saint-Yves, durante o dia de Natal. A trégua também permitiu que os soldados mortos recentemente pudessem ser trazidos de volta para suas linhas para poderem ser enterrados. Foram realizados vários funerais em conjunto. A confraternização teve alguns riscos; alguns soldados foram mortos pelas forças da oposição. Em muitos setores, a trégua durou apenas até a noite de Natal, mas em outras continuou até ao Dia de Ano Novo.
Bruce Bairnsfather, que serviu durante a guerra, escreveu:
| “ | Eu não perderia aquele único e estranho dia de Natal por nada deste mundo... encontrei um oficial alemão, um tenente penso eu, e sendo um colecionador, disse a ele que havia gostado de alguns de seus botões. Eu trouxe meu cortador de arame, retirei um par de botões e coloquei-os no bolso. Então eu lhe dei dois dos meus em troca... depois reparei num dos meus artilheiros, que era cabeleireiro amador na vida civil, a cortar o cabelo bastante longo de um boche dócil, que estava pacientemente ajoelhado no chão, enquanto a máquina de corte deslizava em volta de seu pescoço. | ” |

O general Sir Horace Smith-Dorrien, comandante do II Corpo britânico, revoltou-se ao saber o que estava acontecendo e emitiu ordens estritas proibindo a comunicação amigável com as tropas adversárias alemãs.
Adolf Hitler, um jovem cabo do 16ª Reserva bávara de Infantaria, estava entre os oponentes da trégua, tendo desabafado a respeito que: “Essas coisas não deviam acontecer em tempo de guerra. Os alemães perderam todo o senso de honra?”.[carece de fontes?]

## Tréguas posteriores
Nos meses seguintes, houve algumas tentativas esporádicas de tréguas: uma unidade alemã tentou sair de suas trincheiras sob uma bandeira de trégua no domingo de Páscoa de 1915, mas foram dissuadidos pelos britânicos à sua frente; no final do ano, em novembro, uma unidade da Saxônia confraternizou brevemente com um batalhão de Liverpool. Em dezembro, houve ordens explícitas da parte dos comandantes aliados para evitar qualquer repetição da trégua de Natal anterior. As unidades individuais foram incentivadas a montar ataques e assediar a linha inimiga, enquanto que a comunicação com o inimigo foi inibida por barragens de artilharia ao longo da linha de frente durante todo o dia. No entanto, a proibição não foi completamente eficaz, havendo ainda um pequeno número de tréguas breves.
Uma testemunha ocular de uma das tréguas, Llewelyn Wyn Griffith, fez notar que, após uma noite de troca de canções, na madrugada do dia de Natal, viu uma "corrida dos homens de ambos os lados ... [e] uma troca apressada de presentes" antes de serem rapidamente chamados de volta por seus oficiais, com propostas para manter o cessar-fogo durante aquele dia e jogar uma partida de futebol. Não chegou a acontecer, uma vez que o comandante da brigada foi ameaçado de insubordinação, e insistiu em retomar o combate na parte da tarde. Outro membro do batalhão de Griffith, Bertie Felstead, recordou mais tarde que um homem havia chegado a fazer uma bola de futebol antes de regressarem para as trincheiras.
Em um setor adjacente, uma trégua curta para enterrar os mortos entre as linhas teve consequências oficiais; o comandante desta companhia, Sir Iain Colquhoun da Guarda Escocesa, foi levado a uma corte marcial por desafiar ordens permanentes. Embora tenha sido considerado culpado e repreendido oficialmente, esta punição foi rapidamente anulada pelo general Haig, e Colquhoun permaneceu em seu cargo. A lenidade oficial talvez tenha sido devido à sua relação com Herbert Asquith, o primeiro-ministro no cargo.
Nos últimos anos da guerra, em dezembro de 1916 e 1917, a abertura alemã para tréguas não teve qualquer resposta do lado britânico. Em alguns setores franceses, registravam-se alguns cantos e troca de presentes ocasionais, embora estes simplesmente representassem uma extensão natalícia da filosofia do "viva-e-deixe-viver", muito comum nas trincheiras.
Vieram recentemente à luz documentos de uma trégua de Natal em 1916, até então desconhecida dos historiadores. Em uma carta para casa, Ronald MacKinnon, de 23 anos de idade, escreveu sobre um evento notável que ocorreu em 25 de dezembro de 1916, quando soldados alemães e canadenses chegaram através das linhas de batalha perto de Vimy Ridge para trocar presentes e cumprimentos de Natal. "Aqui estamos novamente, como diz a canção." — escreveu o jovem soldado. "Eu tive um bom Natal, considerando que eu estava na linha de frente. A véspera de Natal foi muito dura, serviço de sentinela até os quadris na lama, claro .... Tivemos uma trégua no dia de Natal e os alemães foram bastante amigáveis. Eles vieram para nos ver e nós trocamos corned-beef por charutos." A passagem termina com MacKinnon observando que o "Natal foi 'très bon'", o que significa muito bom. MacKinnon foi morto pouco depois durante a Batalha de Vimy.[carece de fontes?]
Nos anos seguintes, na véspera de Natal foram ordenados fortes bombardeios de artilharia para tentar garantir que não houvesse pausas no combate. As tropas ao longo de vários setores da frente foram também trocadas para impedir que se tornassem excessivamente familiares ao inimigo. Ainda ocorreram situações de deliberada tentativa de amortecimento das hostilidades: por exemplo, a artilharia foi usada em pontos precisos, para evitar baixas inimigas de ambos os lados.

### Trégua franco-alemã
Richard Schirrmann - que estava em um regimento alemão posicionado sobre o Bernhardstein, uma das montanhas dos Vosges - escreveu um relato dos eventos em dezembro de 1915: "Quando os sinos de Natal soaram nas aldeias do Vosges atrás das linhas... aconteceu uma coisa nada militar. As tropas alemãs e francesas fizeram espontaneamente as pazes e cessaram as hostilidade; eles se visitaram uns aos outros através de túneis de trincheira em desuso, trocaram vinho, conhaque, cigarros, pão-preto da Vestefália, biscoitos e presunto. Eles permaneceram bons amigos mesmo depois do Natal." A disciplina militar foi imediatamente restaurada, mas Schirrmann ponderou sobre o incidente e pensou que talvez "os jovens de todos os países poderiam se reunir em lugares adequados onde pudessem ficar e conhecer uns aos outros." Schirrmann viria a fundar em 1919 a associação alemã dos Albergues da Juventude.

## Consciencialização pública
Os acontecimentos da trégua só foram relatados passado uma semana, devido à censura não oficial da imprensa em vigor. O silêncio foi finalmente quebrado pelo New York Times em 31 de dezembro, e imediatamente seguido pelos jornais britânicos, imprimindo inúmeros relatos em primeira mão de soldados em campo, obtidos a partir de cartas para suas famílias, e editoriais sobre "uma das maiores surpresas de uma guerra surpreendente". Em 8 de janeiro, foram publicadas fotografias, e os jornais The Daily Mirror e Daily Sketch divulgaram na primeira página fotos de soldados britânicos e alemães juntos e cantando entre as linhas de combate. O tom do relato foi fortemente positivo, com o Times endossando a "falta de agressividade" sentida por ambos os lados e o The Daily Mirror lamentando que o "absurdo e a tragédia" iria novamente começar.
A cobertura na Alemanha foi mais moderada, com alguns jornais criticando fortemente aqueles que tinham tomado parte no acontecimento, não tendo sido publicadas quaisquer imagens. Na França, entretanto, a censura mais controlada da imprensa assegurou que a única notícia da trégua a ser difundida foi através de soldados da frente, ou contadas por homens feridos em hospitais. A imprensa acabou por ser obrigada a responder aos rumores crescentes, reimprimindo um aviso do governo de que a confraternização constituía traição. No início de janeiro foi publicada uma declaração oficial sobre a trégua, alegando que havia acontecido em setores restritos da frente britânica, e pouco mais foi do que uma troca de canções que rapidamente se degenerou em tiroteio.

## Legado
O evento é base:

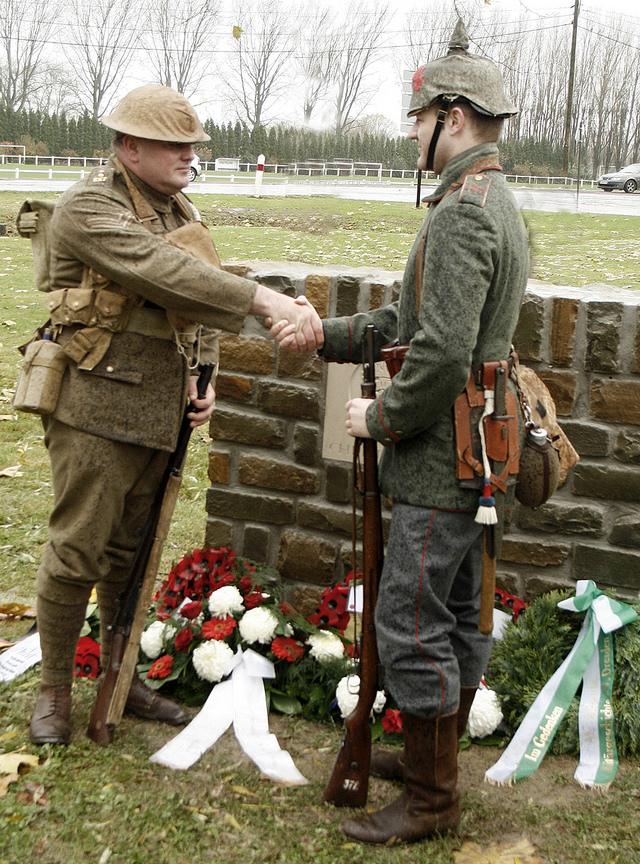
Descendentes de veteranos da guerra, em uniformes de época, apertando as mãos na inauguração de um memorial para a trégua (Frelinghien, França, 2008)

- da canção de 1990 "All Together Now", da banda inglesa The Farm;[23]
- da canção "Christmas 1914" do cantor de folk britânico Mike Harding;[24][25]
- da canção "Christmas in the Trenches" do cantor norte-americano de folk John McCutcheon;[26]
- da canção "Belleau Wood" do cantor norte-americano de música country Garth Brooks;[27]
- da canção "Christmas Truce" da banda sueca Sabaton;[28]
- do vídeo da canção de 1983 "Pipes of Peace" de Paul McCartney;[29]
- do livro infantil de 1993 "War Game" de Michael Foreman;[carece de fontes?]
- do livro de 2002 de Stanley Weintraub "Silent Night: The Story of the World War I Christmas Truce";[carece de fontes?]
- do livro de 2009 de Michael C. Snow "Oh Holy Night: The Peace of 1914" (ISBN 978-1-61623-080-7);[carece de fontes?]
- do filme francês de 2005 Joyeux Noël (Português: Feliz Natal), representando os fatos através dos olhos dos soldados franceses, escoceses e alemães.[12][30] O filme foi escrito e dirigido por Christian Carion;[31][carece de fonte melhor]

- do episódio de natal "River of Stars" da série Space: Above and Beyond, onde o personagem do ator norte-americano Joel de la Fuente narra a Trégua de Natal de 1914;[32][33]

- do episódio de natal "Secret Santa" da série Warehouse 13, onde o personagem de  Eddie McClintock  narra um breve sumário da Trégua de Natal de 1914.[34][35]
- do especial de natal "twice upon a time" da série Doctor Who, onde o episódio se passa em alguns momentos.[carece de fontes?]

### Monumento
Um memorial da Trégua de Natal foi inaugurado em Frelinghien, França, em 11 de novembro de 2008. Neste mesmo dia, no local onde no dia de Natal de 1914 seus antepassados regimentais saíram de suas trincheiras para jogar futebol, homens do 1º Batalhão dos Royal Welch Fusiliers jogaram uma partida de futebol com o Batalhão alemão 371. Os alemães venceram por 2-1.